# La Plante humaine
Pour plus de détails, voir Fiche technique et Distribution.
La Plante humaine est le premier long métrage du cinéaste Pierre Hébert, mêlant prises de vues réelles et gravure sur pellicule. Sorti le 15 novembre 1996, ce film est le fruit d'une collaboration franco-québécoise des studios de productions Arcadia Films et de l'Office national du film du Canada.

## Synopsis
Monsieur Michel (Michael Lonsdale) vit une existence paisible, en compagnie de ses livres, son téléviseur et son chien Léonard. Retraité et veuf, il aspire au repos. Mais chaque fois qu'il ouvre un livre ou allume la télévision, il se retrouve projeté dans des visions du monde, bribes d'informations qui lui viennent de partout.

## Fiche technique
- Titre original : La Plante humaine
- Réalisation : Pierre Hébert
- Scénario : Pierre Hébert et Anne Quesemand
- Montage : Fernand Bélanger
- Musique : Robert Marcel Lepage
- Producteurs: Freddy Denaës, Yves Leduc
- Production : Arcadia Films, Office national du film du Canada
- Pays d'origine :  Québec
- Genre : film d'animation et prise de vues réelle
- Durée : 78 minutes
- Date de sortie : 15 novembre 1996

## Distinctions
- meilleur long métrage québécois de l'année par l'Association québécoise des critiques de cinéma[3]

## Contexte
La Plante humaine existe tout d'abord sous forme de spectacle cinéma, fruit de la collaboration de Pierre Hébert et du musicien Robert Marcel Lepage dans les années 1990 ; c'est d'ailleurs ce spectacle qui ouvre le 19e Festival du nouveau cinéma et de la vidéo de Montréal : alors que le musicien se livre à une improvisation, Pierre Hébert grave une boucle de pellicule en direct. Fruit de ces années de collaboration, le film La Plante humaine est un mélange de ces boucles gravées, de séquences d'animation originales et d'images tournées en France, au Québec et au Burkina Faso. Robert Marcel Lepage en signe la trame musicale.
Pierre Hébert explique son titre dans un entretien avec Marcel Jean : "Je dois dire qu'il y a un lien entre ce titre et la façon dont le projet s'est développé. Parce que, au fil des spectacles, le film que je projetais prenait de plus en plus de place. Il m'est cependant apparu que ce film ne s'allongeait pas, mais qu'il proliférait. C'est-à-dire que chaque chose qui s'ajoutait prenait place à l'intérieur de l'ensemble, et que la croissance de la bande image évoquait celle d'une plante."